# Folklorní soubor Jarošovci
Folklorní soubor Jarošovci byl založen v roce 1949 ve městě Mělník. Soubor tak díky své již téměř 65leté tradici patří mezi nejstarší folklorní soubory v České republice. Jarošovci ve své tvorbě zpracovávají zejména tance a zvyky z Polabí a zaměřují se také na folklor jižních Čech. Jarošovci spolupořádají folklorní festival Mělnický Vrkoč a každoročně se účastní Mělnického vinobraní.

## Historie
U zrodu folklorního souboru s dřívějším názvem Soubor písní a tanců Kpt. Jaroše stáli v roce 1949 Jitka Dvořáková, V. Libich a především Vladimír Kroupa. V archivu pšovského kláštera společně objevili záznamy o lidově tvořivosti Mělnicka. V dalších letech postupně sesbírali dokumenty zachycující staré zvyky, písně a tance a také dobové oblékání. Záznamy byly získány z obcí napříč mělnickým okresem, v obcích Velký Borek, Blata, Chloumek, Rousovice, Mšeno nebo Vysoká. Materiál byl doplněn také informacemi ze sbírek, především od Adámka, Šebka, Suchého a Zíbrta.
Soubor na jeho počátku vedla Eva Hanzíková, která citlivým vedením vytvořila jeho taneční styl a charakteristický výraz. Kromě písní a tanců z Mělnicka se soubor věnoval také typicky polabským mateníkům. Tyto tance soubor jako první předvedl v „Klenotnici“ na folklorním festivalu ve Strážnici v roce 1951.

## Aktuální dění
Jarošovci se pravidelně podílí na mnoha akcích v průběhu roku. Mezi ně patří i jejich Vánoční koncert, který je následován již tradičním posezením a společným zpíváním po jeho skončení.